# John McKenzie (labdarúgó)
John Archie McKenzie (Glasgow, 1925. szeptember 4. – 2017. július 5.) skót labdarúgócsatár.
A skót válogatott tagjaként részt vett az 1954-es labdarúgó-világbajnokságon.